# 圖庫姆斯

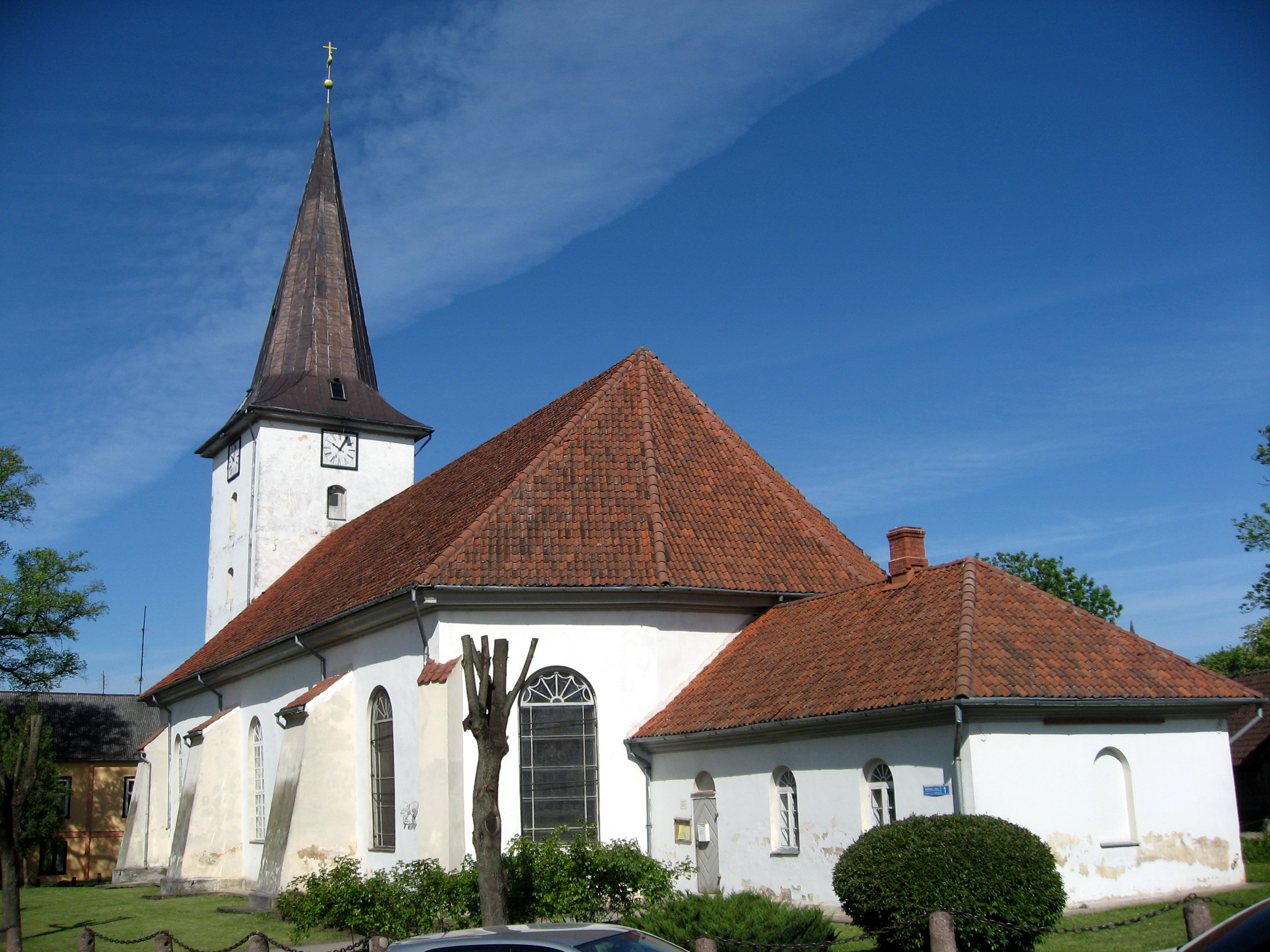
圖庫姆斯的路德宗教堂

圖庫姆斯是拉脫維亞圖庫姆斯市鎮内的城鎮及其行政中心，位於該國西部，毗波羅的海，距離首都里加66公里，面積12.9平方公里，海拔高度60米，該鎮附近是平原地區，2010年人口19,961。